# Constantin Harménopoulos
Constantin Harménopoulos (en grec : Κωνσταντῖνος Ἁρμενόπουλος) est un célèbre juriste byzantin du XIVe siècle.

## Biographie
On a longtemps pensé qu'il avait vécu au XIIe siècle, du fait, entre autres, qu'il ne cite dans ses œuvres aucune loi postérieure au règne de Manuel Comnène. Cela tient en réalité à la nature de ses sources. Il est certain, en fait, qu'il vivait (et fleurissait) au milieu du XIVe siècle : on possède un écrit du patriarche Philothée Kokkinos qui lui est clairement adressé. Le patriarche le qualifie de « sebastos nomophylax » (responsable de l'école de droit de Constantinople) et de « katholikos kritês » (« juge général »). Les intitulés des manuscrits de ses œuvres reprennent ces indications, en précisant qu'il exerça ses fonctions de « juge général » à Thessalonique. Pour le reste, une biographie de lui a été un temps répandue sur la base de la Bibliotheca Græca de Johann Albert Fabricius, qui avait trouvé ses informations auprès de Nicolas Papadopoli-Comnène ; or, ce dernier a été dénoncé ensuite comme fabulateur et faussaire, et on ne peut se fier à lui.
On doit à Constantin Harménopoulos un ensemble de recueils de droit byzantin, dont l’Hexabible (Πρόχειρον νόμων ἢ Ἑξάβιβλος, qui a aussi été appelée en latin Promptuarium juris civilis), achevée en 1345-46, une Loi agraire (Νόμος Γεωργικός) qui en est un appendice, et l’Épitomé des saints canons (Ἐπιτομὴ τῶν ἱερῶν καὶ θείων κανόνων) sont les pièces principales.
L’Hexabible constitue une compilation du droit séculier byzantin (fondée notamment sur les Basiliques, et destinée à améliorer le Manuel de l'empereur Léon VI) avec des normes coutumières, divisée en six livres (I. principes généraux ; II. droit des biens ; III. droit des gens ; IV. droit des obligations ; V. droit de la famille et des successions ; VI. droit pénal). Elle a servi de code de lois pour les chrétiens orthodoxes dans l'Empire ottoman, sous l'autorité du patriarcat de Constantinople, et fut conservée comme code civil au moment de l'indépendance de la Grèce, jusqu'à la promulgation d'un nouveau code en 1947 ; elle est transmise par environ soixante-dix manuscrits anciens, et a été imprimée pour la première fois à Paris en 1540 par Theodoricus Adamaeus. Des traductions latines ont paru, à Cologne dès 1547 (par Bernhard von Rey), à Lyon en 1556 (par Jean Mercier). Denys Godefroy donna une édition bilingue grec-latin (avec la traduction de Mercier) à Genève en 1587. Il y eut ensuite des versions en plusieurs langues (allemand, russe), et notamment une paraphrase en grec populaire par Théodose Zygomalas en 1605.
L'Hexabible a été lue et commentée depuis le XVIe siècle par les juristes occidentaux (entre autres Jacques Cujas) et se trouve citée même dans Les Plaideurs de Jean Racine (« Harménopul in Prompt... » : acte III, scène 3). Il en existe une version augmentée (Hexabiblos aucta), réalisée vers 1400 par l'archidiacre et grand chartophylax Jean Holobolos (dans les manuscrits Vatic. gr. 851 et Paris. gr. 1355).
L'Épitomé de droit canon a été imprimé en grec, avec une traduction latine de Leunclavius, dans un recueil intitulé Jus Græco-Romanum publié par Marquard Freher (Francfort, 1596). Harménopoulos est également l'auteur d'un Traité des hérésies, traduit également en latin par Leunclavius et publié à Bâle en 1578, et d'une confession de foi orthodoxe qui lui sert d'introduction.